# 久野俊正
久野 俊正（くの としまさ、延宝2年7月23日（1674年8月24日） - 享保11年5月21日（1726年6月20日））は、紀州藩田丸城代家老久野家4代当主。
父は久野宗俊。母は鈴木常悦の娘。子は久野俊純、久（五条為範室）。幼名は千松。通称は左門。官位は従五位下和泉守、備後守。

## 経歴
延宝2年（1674年）、田丸城代久野宗俊の子として生まれる。天和2年（1682年）、藩主徳川光貞に御目見する。貞享5年（1688年）、藩主世子徳川綱教に拝謁する。元禄3年（1690年）、元服する。元禄7年（1694年）、田丸に初入部する。元禄11年（1698年）、将軍徳川綱吉に拝謁する。元禄14年（1701年）、父の隠居により家督相続する。宝永6年（1709年）、従五位下・和泉守に叙任する。享保8年（1723年）、公家五条為範に娘の久が嫁ぐ。正徳4年（1714年）、備後守に遷任する。享保11年（1726年）、死去。